# Myrmidonen
De Myrmidonen (in Oud-Grieks: Μυρμιδόνες, letterlijk: mierenmensen) is een volk dat voorkomt in de Griekse mythologie. Ze waren oorspronkelijk inwoners van het Griekse eiland Egina gelegen in de regio Thessalië. Toen de pest alle menselijke bewoners van het eiland doodde, vroeg koning Aeacus zijn vader Zeus om een remedie. Zeus veranderde vervolgens de mieren (μύρμηξ) van Egina in een nieuw volk, Myrmidonen. Een andere theorie luidt dat de naam afkomstig is van Myrmidon, een zoon van Zeus. Ze stonden bekend om hun zwarte harnas. 
Onder leiding van de zoon van Aeacus, Peleus, verhuisden de Myrmidonen naar Thessalia en stichtten een koninkrijk in Phthia. Ze namen volgens de Ilias van Homerus deel aan de Trojaanse Oorlog, aan de zijde van Achilles, de kleinzoon van Aeacus. Ze stonden bekend om hun blinde loyaliteit aan hun leiders.